# Jenna Persons-Mulicka
Jenna Dianne Persons-Mulicka (Naples, Florida, 18 de febrero de 1983) es una abogada y política estadounidense. Perteneciente al Partido Republicano, desde noviembre de 2020 se desempeña como miembro de la Cámara de Representantes de Florida por el 78.º distrito.

## Primeros años y educación
Persons nació en Naples, Florida el 18 de febrero de 1983, y se crio en Fort Myers, donde se graduó de Fort Myers Senior High School. Obtuvo una licenciatura en periodismo y otra en gobierno de la Universidad Evangélica. Luego obtuvo un Doctorado en Jurisprudencia de la Facultad de Derecho de la Universidad George Washington. Desde 2012, Persons ha sido abogada y socia de Strayhorn & Persons, donde se especializa en derecho comercial, bienes raíces, planificación y zonificación.

## Carrera política
Afiliada al Partido Republicano, resultó electa para la Cámara de Representantes de Florida en noviembre de 2020, derrotando con el 57.5% de los votos al demócrata Shawn Williams.

## Posiciones políticas

### Aborto
Persons se opone al aborto. En 2022 presentó junto a su compañero de la bancada republicana Erin Grall un proyecto de ley para prohibir los abortos luego de las quince semanas de gestación. Dicho proyecto fue aprobado tanto en la Cámara de Representantes como en el Senado de Florida, por lo que se convirtió en ley y regirá en todo el estado de Florida.

## Resultados electorales

### Cámara de Representantes de Florida
|  | 57.49 % |

|  | 62.75 % |

|  | 59.89 % |